# Jannik Sinner
Jannik Sinner (* 16. August 2001 in Innichen) ist ein italienischer Tennisspieler. Als erster Italiener übernahm er im Juni 2024 mit der Führung im Einzel eine der Weltranglisten, die er seitdem anführt. Im selben Jahr gewann er als erster Italiener die Australian Open und die US Open; 2025 folgte mit der Titelverteidigung bei den Australian Open sein dritter und mit dem erstmalig gewonnenen Wimbledon-Finale im selben Jahr sein vierter Grand-Slam-Titel. Neben 20 Einzeltiteln und einem Doppeltitel waren seine größten Erfolge im Team der Gewinn des Davis Cups 2023 und 2024.

## Karriere

### Anfänge als Skifahrer und Wechsel zum Profitennis
Sinner wuchs in einer deutschsprachigen Familie in Sexten in Südtirol auf. Er spielte zum ersten Mal mit drei Jahren Tennis, allerdings bis zu seinem neunten Lebensjahr nie intensiv. Stattdessen war er als Skifahrer aktiv und wurde 2008 Italienmeister im Riesenslalom sowie 2012 Vize-Italienmeister. Durch seinen Tennistrainer Heribert Mayr reifte bei ihm der Entschluss, sich statt auf eine Skikarriere auf das Profitennis zu konzentrieren.
Mit 14 Jahren ging er in das Trainingscenter Piatti Tennis im ligurischen Bordighera, das von Riccardo Piatti und Massimo Sartori, dem Trainer von Andreas Seppi, geleitet wird. Ab September 2015 startete Sinner bei verschiedenen Juniorenturnieren sowie in der Qualifikation einzelner Turniere der ITF Future Tour. 2017 konnte er in Katar und Spanien zwei Juniorenturniere gewinnen. Erstmals ins Hauptfeld eines Future-Turniers kam er im Januar 2018 beim Turnier von Scharm asch-Schaich, wo er direkt sein erstes Spiel gegen den Top-800-Spieler Aryan Goveas gewann. Im Mai kam er in Casale Monferrato erstmals bis ins Viertelfinale eines ITF-Turniers. Im August erreichte er beim Turnier von St. Christina in Gröden erstmals das Finale, musste sich aber dem Deutschen Top-400-Spieler Peter Heller in zwei Sätzen geschlagen geben. Durch diesen Erfolg stieß Sinner erstmals in die Top 1000 der Weltrangliste vor, außerdem gewann er beim selben Turnier seinen ersten Doppeltitel. Dank einer Wildcard konnte der Südtiroler in Como erstmals im Hauptfeld der ATP Challenger Tour spielen, verlor aber seine Auftaktpartie gegen den Top-200-Spieler Andrej Martin in zwei Sätzen. Sein erstes Spiel auf Challenger-Ebene gewann er im Oktober beim Turnier in St. Ulrich in Gröden, wo er – ebenfalls mit einer Wildcard ausgestattet – den Top-700-Spieler Luca Giacomini in zwei Sätzen bezwang. Im Achtelfinale unterlag er mit 7:6 (8:6), 5:7, 5:7 aber dem Top-200-Spieler Constant Lestienne.

### 2019: Erste Challenger-Titel und NextGen-Erfolg
Seinen ersten Challenger-Titel gewann Sinner im Februar 2019 in Bergamo bei seinem erst dritten Turnier dieser Kategorie. Er stand erneut dank einer Wildcard im Hauptfeld und schlug auf dem Weg ins Finale mit Salvatore Caruso und Gianluigi Quinzi zwei Top-200-Spieler. Im Finale setzte er sich gegen seinen Landsmann Roberto Marcora in 72 Minuten mit 6:3, 6:1 durch. Insgesamt gewann er bei diesem Turnier – als 546. der Weltrangliste – gegen sechs Spieler, von denen keiner schlechter stand als Platz 301. Mit diesem Turniersieg war er der erste Spieler des Jahrgangs 2001 und der bis dahin jüngste Italiener, der einen Challenger-Titel gewann. In der Weltrangliste verbesserte er sich damit um über 200 Plätze und erreichte mit dem 324. Rang eine neue Höchstplatzierung. Im März gewann er auch seine ersten beiden ITF-Turniere in Trient und Santa Margherita di Pula, wo er bei beiden Turnieren jeweils nur einen Satz abgab.
Ende April konnte Sinner in Budapest erstmals an einem Turnier auf der ATP Tour teilnehmen, wo er eine Wildcard für die Qualifikation erhielt. Zwar unterlag er in der zweiten Runde, rückte als Lucky Loser aber dennoch ins Hauptfeld nach und konnte dort gegen Máté Valkusz auch seinen ersten Sieg im Hauptfeld auf diesem Turnierniveau verbuchen. Dadurch stieg er am 29. April erstmals in die Top 300 der Weltrangliste (Platz 298) auf. Beim Challenger-Turnier von Ostrava eine Woche später verlor er erst im Finale gegen Kamil Majchrzak und konnte im Viertelfinale mit Jiří Veselý erstmals einen Top-100-Spieler schlagen. Beim Masters-Turnier in Rom stand er per Wildcard dann direkt im Hauptfeld und konnte in der ersten Runde – trotz deutlich verlorenem ersten Satz – die Partie gegen den Top-100-Spieler Steve Johnson noch für sich entscheiden. In der zweiten Runde verlor er gegen Stefanos Tsitsipas – die damalige Nummer 7 der Welt – dann zwar klar in zwei Sätzen, kletterte in der Weltrangliste aber bis auf Platz 229 weiter nach vorne.
Zwischen Mai und Juli war Sinner bei einigen Turnieren der ATP Tour am Start, konnte sich dort jedoch nur vereinzelt fürs Hauptfeld qualifizieren und schied auch in Wimbledon bereits in der Qualifikation aus. Beim ATP-250-Turnier in Umag Mitte Juli gewann er hingegen nach erfolgreicher Qualifikation auch die erste Runde und konnte sich damit erstmals in den Top 200 der Weltrangliste platzieren (Platz 199). Beim Challenger-Turnier in Lexington zwei Wochen später war Sinner an Position 3 gesetzt und konnte das Turnier im Finale gegen Alex Bolt gewinnen, der ihn in der Qualifikation von Wimbledon noch knapp besiegt hatte. Bei den US Open 2019 qualifizierte er sich im zweiten Anlauf dann erstmals für das Hauptfeld eines Grand-Slam-Turniers. In der ersten Runde musste er sich dort zwar Stan Wawrinka geschlagen geben, konnte aber immerhin einen Satz für sich entscheiden.
Anfang Oktober kam Sinner beim Challenger-Turnier von Mouilleron-le-Captif bis ins Halbfinale und gewann zuvor im Viertelfinale gegen Marius Copil erneut gegen einen Top-100-Spieler. Eine Woche später bezwang er beim ATP-250-Turnier von Antwerpen im Achtelfinale den auf Platz 13 der Weltrangliste stehenden Gaël Monfils deutlich in zwei Sätzen und unterlag – nach einem Sieg gegen Frances Tiafoe im Viertelfinale – erst im Halbfinale erneut gegen Stan Wawrinka. Beim ATP-500-Turnier eine Woche später in Wien kam es nach einem Erstrundensieg gegen Philipp Kohlschreiber wie in der Vorwoche zum Duell mit Monfils, das dieser diesmal knapp im Tiebreak des zweiten Satzes für sich entschied. Nach diesen Turnieren konnte sich Sinner erstmals in den Top 100 der Weltrangliste platzieren (Platz 93).
Im Herbst 2019 erhielt Sinner eine Wildcard für die dritte Auflage der Next Generation ATP Finals in Mailand. Nach erfolgreicher Gruppenphase und einem Halbfinal-Erfolg gegen Miomir Kecmanović gewann er als bislang jüngster Spieler auch das Finale, mit einem deutlichen Erfolg gegen den Vorjahresfinalisten Alex de Minaur. Eine Woche später trat Sinner zum Abschluss der Saison bei seinem Heimat-Turnier in St. Ulrich an, wo er ohne Satzverlust im gesamten Turnier mit einem Sieg gegen Sebastian Ofner im Finale sein drittes Challenger-Turnier gewann. Er beendete das Jahr, das er auf Platz 553 der Weltrangliste begonnen hatte, damit auf Platz 78.

### 2020: Etablierung auf der ATP Tour und erster Titel
Das Jahr 2020 begann für Sinner mit den beiden Erstrunden-Niederlagen gegen Emil Ruusuvuori und Benoît Paire bei den Turnieren von Canberra und Auckland wenig erfolgreich. Dank der Erfolge im Vorjahr war er aber trotz dieser beiden Auftaktniederlagen schon so weit vorne in der Weltrangliste platziert, dass er dadurch erstmals direkt für das Hauptfeld eines Grand-Slam-Turniers qualifiziert war. Bei den Australian Open feierte er mit einem Drei-Satz-Erfolg gegen den australischen Qualifikanten Max Purcell seinen ersten Sieg bei einem Grand-Slam-Turnier, unterlag in der zweiten Runde aber in drei Sätzen dem Ungarn Márton Fucsovics. Anfang Februar verlor er beim ATP-250-Turnier von Montpellier in der ersten Runde in zwei Sätzen gegen Mikael Ymer, gegen den er sich im Jahr davor bei den NextGen-Finals noch klar durchsetzen konnte. Erfolgreicher war für ihn das darauffolgende ATP-500-Turnier von Rotterdam: Nach einem Walkover in der ersten Runde gewann er im Achtelfinale mit 7:6 (9:7), 7:5 gegen David Goffin und feierte damit seinen ersten Erfolg gegen einen Top-10-Spieler; im Viertelfinale unterlag er Pablo Carreño Busta mit 5:7, 6:3, 6:7 (6:8) nur knapp. Beim ATP-250-Turnier eine Woche später in Marseille schied er im Achtelfinale gegen die Nummer 5 der Welt, Daniil Medwedew, aus. Er gewann zwar den ersten Satz in weniger als 25 Minuten deutlich mit 6:1, verlor aber danach die anderen beiden Sätze ebenso deutlich mit 1:6, 2:6.
Der Wiederbeginn nach der Coronapause in den USA war für Sinner wenig erfolgreich: beim in New York stattfindenden Masters von Cincinnati scheiterte er bereits in der Qualifikation, bei den US Open verletzungsbedingt angeschlagen in Runde 1 (Fünf-Satz-Niederlage gegen Karen Chatschanow). Erfolgreicher verlief für ihn hingegen die verkürzte europäische Sandplatzsaison. Beim Masters in Rom kam er nach einem Zweitrundensieg gegen Stefanos Tsitsipas ins Achtelfinale, wo er in drei Sätzen Grigor Dimitrow unterlag. Bei den French Open besiegte er in der ersten Runde in drei Sätzen David Goffin und im Achtelfinale in vier Sätzen Alexander Zverev. Im Viertelfinale konnte er dem späteren Turniersieger Rafael Nadal in zwei umkämpften Sätzen Paroli bieten, jedoch keinen davon für sich entscheiden und unterlag somit letztlich glatt in drei Sätzen. Durch das erstmalige Erreichen des Viertelfinales bei einem Grand-Slam-Turnier erreichte Sinner mit Platz 46 erstmals die Top 50 der Weltrangliste. Beim zweiten Turnier in Köln drei Wochen danach kam es im Halbfinale erneut zum Duell mit Zverev, das der Deutsche diesmal in zwei Sätzen für sich entscheiden konnte. Beim Turnier in Sofia gewann Sinner zum Abschluss der Saison seinen ersten Titel auf der ATP-Tour. In der ersten Runde konnte er Márton Fucsovics in zwei Sätzen besiegen, gegen den er bei den Australian Open zu Jahresbeginn noch glatt verloren hatte. Im Viertelfinale bezwang er Alex de Minaur in drei, im Halbfinale Adrian Mannarino in zwei Sätzen. Das Finale gewann Sinner in drei Sätzen gegen Vasek Pospisil, er war damit der jüngste ATP-Sieger seit Kei Nishikori 2008.

### 2021: Vier Turniersiege, erstes Masters-Finale und Top-10-Aufstieg
Zu Beginn des Jahres konnte Sinner das ATP-250-Turnier in Melbourne gewinnen, u. a. durch einen Halbfinalsieg in einem mehr als drei Stunden dauernden Match gegen Karen Chatschanow. Bei den Australian Open traf er nur einen Tag nach seinem Finalsieg auf Denis Shapovalov, dem er sich nach 2:1-Satzführung noch in fünf Sätzen geschlagen geben musste. Nach zwei Viertelfinals bei den Turnieren von Marseille und Dubai erreichte Sinner Mitte März in Miami dann erstmals das Finale eines Masters-Turniers. Sowohl gegen Karen Chatschanow (3. Runde) als auch Roberto Bautista Agut (Halbfinale) konnte er zuvor einen verlorenen ersten Satz noch drehen und die Partie für sich entscheiden. Im Finale verlor er dann in zwei Sätzen gegen Hubert Hurkacz. Durch das Turnier verbesserte er sich in der Weltrangliste auf Platz 23 und kam damit erstmals in die Top 30.
Zu Beginn der Sandplatzsaison schied Sinner beim Masters von Monte-Carlo gegen den Weltranglistenersten Novak Đoković zwar schon in der zweiten Runde aus, konnte sich in der Weltrangliste aber dennoch auf Platz 19 verbessern und damit erstmals die Top 20 erreichen. In Barcelona erreichte er nach Zweisatzsiegen gegen Roberto Bautista Agut und Andrei Rubljow das Halbfinale, verlor dieses aber ebenfalls in zwei Sätzen gegen Stefanos Tsitsipas. Nach schwächeren Ergebnissen in den folgenden Turnieren unterlag Sinner bei den French Open wie im Vorjahr Rafael Nadal, dieses Mal im Achtelfinale. Auf Rasen kam er sowohl im Queen’s Club als auch in Wimbledon nicht über die erste Runde hinaus.
Die Hartplatzsaison begann für Sinner in Atlanta zwar mit einer Erstrunden-Niederlage im Einzel, allerdings konnte er gemeinsam mit Reilly Opelka dort die Doppelkonkurrenz gewinnen. In der Folgewoche gewann er dann das Turnier von Washington im Einzel, was sein erster Erfolg bei einem ATP-500-Turnier war. Ohne Satzverlust kam er dabei bis ins Finale, das er in drei Sätzen gegen Mackenzie McDonald für sich entschied. Die beiden folgenden Masters-Turniere in Toronto und Cincinnati verliefen hingegen wenig erfolgreich. Bei den US Open kam er im dritten Anlauf erstmals über die erste Runde des Turniers hinaus, tat sich jedoch insbesondere in der dritten Runde gegen Gaël Monfils schwer, als er mehrere Führungen im dritten und vierten Satz wieder verspielte und letztendlich erst in fünf Sätzen die Partie für sich entscheiden konnte. Im Achtelfinale unterlag er dann dem Olympiasieger Alexander Zverev in drei Sätzen.
Erfolgreich war Sinner danach vor allem in der Halle. In Sofia konnte er seinen Titel aus dem Vorjahr verteidigen und Ende Oktober auch das Turnier von Antwerpen gewinnen. Bei beiden Turnieren blieb er in allen acht gespielten Matches ohne Satzverlust. In Wien erreichte er ebenfalls ohne Satzverlust das Halbfinale, musste sich dort jedoch trotz 5:2-Führung im zweiten Satz noch in drei Sätzen Frances Tiafoe geschlagen geben. Durch diese Turniererfolge stand Sinner Anfang November dann erstmals in den Top Ten der Weltrangliste – als fünfter Italiener nach Adriano Panatta, Corrado Barazzutti, Matteo Berrettini und Fabio Fognini. Durch das frühe Ausscheiden beim Paris Masters gegen Carlos Alcaraz verpasste er die Qualifikation für die ATP Finals 2021, kam als Ersatzmann für den verletzten Berrettini dort aber dennoch zu zwei Einsätzen. Gegen Hubert Hurkacz konnte er seine Partie deutlich in zwei Sätzen gewinnen, Daniil Medwedew unterlag er nach einem mit 0:6 verlorenen ersten und im Tiebreak gewonnenen zweiten Satz im Tiebreak des dritten Satzes.

### 2022: Erster Titel auf Sandplatz und mehrere Ausfälle wegen Gesundheitsproblemen
Zum Jahresbeginn beim ATP Cup 2022 in Sydney gewann Sinner alle Spiele, trotzdem wurde Italien in seiner Gruppe nur Dritter. Bei den nachfolgenden Australian Open verlor Sinner im Viertelfinale gegen Stefanos Tsitsipas in drei Sätzen, nachdem er im Turnier zuvor nur einen Satz abgegeben hatte. In Dubai verlor Sinner erneut im Viertelfinale gegen Hubert Hurkacz in zwei Sätzen. In Indian Wells trat Sinner zu seinem Achtelfinalspiel gegen Nick Kyrgios krankheitsbedingt nicht an. Bei den Miami Open gab Sinner im Viertelfinale gegen den Argentinier Francisco Cerúndolo nach fünf Spielen verletzt auf. Bei den Monte-Carlo Masters verlor Sinner im Viertelfinale gegen Alexander Zverev im Tie-Break des dritten Satzes. Im Mai verlor Sinner bei den Madrid Open im Achtelfinale gegen Félix Auger-Aliassime mit 6:1 und 6:2. Bei den Rom Masters verlor Sinner im Viertelfinale gegen Stefanos Tsitsipas. Bei den French Open zog sich Sinner gegen Andrei Rubljow im dritten Satz des Achtelfinales verletzt zurück.
Die Rasensaison begann Sinner mit dem Turnier in Eastbourne, wo er nach einem Freilos in der ersten Runde mit einer Niederlage im Achtelfinale gegen Tommy Paul ausschied. In Wimbledon, bei dem 2022 keine Punkte vergeben wurden, verlor Sinner das Viertelfinale nach zwei gewonnenen Sätzen im fünften Satz gegen den späteren Sieger Novak Đoković. In Umag war Sinner zweiter der Setzliste und gewann das Finale gegen Vorjahressieger und Nummer eins des Turniers Carlos Alcaraz in drei Sätzen, davor hatte Sinner keinen Satz abgegeben. Dadurch erreichte Sinner wieder den zehnten Platz. Beim Montreal Masters gewann Sinner das erste Spiel in der zweiten Runde gegen Adrian Mannarino und verlor im Achtelfinale gegen Pablo Carreño Busta. Bei den Cincinnati Open gewann Sinner zwei Matches und verlor im Achtelfinale gegen Félix Auger-Aliassime in drei Sätzen. Bei den US Open erreichte Sinner das Viertelfinale, in dem er in fünf Sätzen dem späteren Sieger Carlos Alcaraz unterlag. In Sofia verlor Sinner, der an Nummer eins gesetzt war, gegen Holger Rune, als er im dritten Satz aufgeben musste. In Wien verlor Sinner im Viertelfinale gegen den späteren Sieger Daniil Medwedew. Bei den Paris Masters verlor Sinner bereits in der ersten Runde gegen den Qualifikanten Marc-Andrea Hüsler, dadurch rutschte Sinner auf den 15. Platz zurück, was gleichzeitig seinen Weltranglistenplatz zum Jahresende bedeutete.

### 2023: Erster Masterstitel, Halbfinale in Wimbledon, Finale bei den Finals und Weltranglistenplatz Vier
Beim ersten Turnier des Jahres in Adelaide erreichte Sinner das Viertelfinale, das er gegen Sebastian Korda verlor. Bei den Australian Open erreichte Sinner das Achtelfinale, das er in fünf Sätzen gegen Stefanos Tsitsipas verlor. Die Montpellier Open gewann Sinner. Bei den Rotterdam Open erreichte Sinner das Finale, das er gegen Daniil Medwedew in drei Sätzen verlor, nachdem er zuvor in der zweiten Runde Stefanos Tsitsipas besiegt hatte. Bei den Marseille Open trat Sinner nach einem Freilos in der ersten Runde nicht zum Achtelfinale an. In Indian Wells erreichte Sinner das Halbfinale, das er gegen Carlos Alcaraz verlor. In Miami besiegte Sinner Alcaraz im Halbfinale, das Finale verlor er gegen Daniil Medwedew. Damit erreichte Sinner mit Platz neun eine neue Höchstplatzierung.
Beim Monte-Carlo Masters erreichte Sinner das Halbfinale, das er gegen Holger Rune in drei Sätzen verlor. Sinner erreichte dadurch erneut eine neue Höchstplatzierung (Platz 8). In Rom erreichte Sinner das Achtelfinale, in dem er gegen Francisco Cerúndolo in drei Sätzen verlor. Bei den French Open verlor Sinner in der zweiten Runde gegen Daniel Altmaier in fünf Sätzen. Bei den Libéma Open bei ’s-Hertogenbosch erreichte Sinner das Viertelfinale, das er gegen Emil Ruusuvuori in zwei Sätzen verlor. Beim Turnier in Halle erreichte Sinner das Viertelfinale, das er gegen Alexander Bublik im zweiten Satz bei 0:2 aufgab. Beim Wimbledon Championships erreichte Sinner das Halbfinale, das er gegen Novak Đoković verlor. Die Toronto Masters konnte Sinner gegen Alex de Minaur gewinnen, durch die 1000 Punkte erreichte Sinner eine neue Höchstplatzierung mit Rang sechs. Bei den unmittelbar danach stattfindenden Cinnncinati Open verlor Sinner sein erstes Spiel gegen Dušan Lajović. Bei den US Open erreichte Sinner das Achtelfinale, das er gegen Alexander Zverev in fünf Sätzen verlor.
Danach spielte Sinner erstmals in China. Bei den China Open in Peking besiegte er im Halbfinale Carlos Alcaraz und im Finale Daniil Medwedew. Durch die 500 Punkte für Peking erreichte Sinner eine neue Höchstplatzierung mit Rang vier. Bis dahin hatte Adriano Panatta 47 Jahre zuvor als erster und bislang einziger Italiener für zwei Wochen auf Rang vier gestanden. Die Shanghai Masters beendete Sinner im Achtelfinale gegen Ben Shelton. Die Erste Bank Open in Wien konnte Sinner nach Siegen gegen die Russen Andrei Rubljow und Daniil Medwedew gewinnen. Bei diesem Turnier haben die vier topgesetzten Spieler das Halbfinale und die zwei topgesetzten Spieler das Finale erreicht. Bei den Paris Masters trat Sinner beim Achtelfinale nicht an, weil das Spiel nur zwölf Stunden nach Ende des vorherigen Spieles (gegen 3 Uhr nachts) angesetzt wurde. Bei den ATP Finals erreichte Sinner ohne Niederlage das Finale, er konnte in der Vorrunde auch Novak Đoković besiegen. Im Finale unterlag er jedoch Đoković mit 3:6, 3:6.
Danach gewann Sinner mit der italienischen Davis-Cup-Mannschaft den Davis Cup 2023, dabei steuerte Sinner im Einzel jeweils einen Punkt und im Viertel- und Halbfinale zusammen mit Lorenzo Sonego im Doppel auch den zweiten Punkt bei.

### 2024: Zwei Grand-Slam-Siege, Weltranglistenerster und Verfahren nach positiven Doping-Kontrollen
Am 26. Januar 2024 gelang Sinner im Halbfinale der Australian Open ein Sieg über den Titelverteidiger Novak Đoković. Anschließend gewann er das Finale in fünf Sätzen (3:6, 3:6, 6:4, 6:4, 6:3) gegen Daniil Medwedew und holte damit seinen ersten Grand-Slam-Titel. Nachdem er in Rotterdam gegen Alex de Minaur den zweiten Titel der Saison geholt hatte, verlor er nach saisonübergreifend 19 Siegen in Folge das Halbfinale in Indian Wells gegen Carlos Alcaraz in drei Sätzen. Im März gewann er das Masters-Turnier in Miami. Im Finale schlug er Grigor Dimitrow in zwei Sätzen. Durch den Turniersieg stieg er erstmals auf Platz zwei der Weltrangliste auf. Die Sandplatzsaison begann für Sinner beim Masters in Monte Carlo, wo er dem späteren Turniersieger Stefanos Tsitsipas im Halbfinale in drei Sätzen unterlag. In Madrid musste Sinner vor dem Viertelfinale zurückziehen, und in Rom trat er gar nicht an. Dafür erreichte er bei den French Open das Halbfinale, welches er gegen den späteren Sieger Carlos Alcaraz verlor. Aufgrund seiner erspielten Punkte wurde Sinner nach den French Open zum ersten Mal Weltranglistenerster. Er ist der erste Italiener, dem dies gelang. Zu Beginn der Rasensaison gewann er mit dem Turnier von Halle erstmals ein Turnier auf diesem Belag. Die Olympischen Spiele in Paris musste Sinner aufgrund einer Erkrankung auslassen. Am 19. August gewann Sinner das Cincinnati Masters.
Am 20. August 2024 teilte die International Tennis Integrity Agency (ITIA) mit, dass Sinner am 10. März beim Masters-Turnier in Indian Wells desselben Jahres und bei einer Trainingskontrolle acht Tage später positiv auf das verbotene Steroid Clostebol getestet worden war. Sinner gab an, vom 5. bis 13. März täglich von einem Mitglied seines Betreuerteams massiert und sporttherapeutisch behandelt worden zu sein. Die Person habe sich in diesem Zeitraum wegen einer Wunde mit einem rezeptfrei in Italien erhältlichen Spray mit dem betreffenden Steroid selbst behandelt. Dadurch sei es zu einer „unwissentlichen transdermalen Kontamination“ gekommen. Ein Gericht sah kein Verschulden und keine Fahrlässigkeit bei dem Spieler. Trotz des Freispruchs wurden Sinner gemäß den Antidopingregeln das Preisgeld und die Weltranglistenpunkte von Indian Wells aberkannt, wo er das Halbfinale erreicht hatte. Kontrahenten wie Nick Kyrgios oder Denis Shapovalov kritisierten den Freispruch. Die Welt-Anti-Doping-Agentur (WADA) gab bekannt, dass sie den Fall prüfen werde. Sinner entließ in der Folge seinen Athletiktrainer und seinen Physiotherapeuten. Ende September 2024 legte die WADA Einspruch vor dem Internationalen Sportgerichtshof (CAS) ein.
Die US Open gewann er nach einem Dreisatzsieg gegen Taylor Fritz. Mit 23 Jahren ist er der jüngste Spieler, der die beiden Hartplatz-Grand-Slam-Turniere in einer Saison gewann. Im Oktober gewann er in Shanghai nach einem Zweisatzsieg gegen Novak Đoković seinen vierten Masterstitel, es war der siebte Turniersieg der Saison. Bei den ATP Finals 2024 in Turin gewann er das Turnier und alle Partien ohne Satzverlust. Sinner wurde zum ersten Italiener, der das Saisonabschlussturnier gewinnen konnte. Für ihn persönlich war es – abgesehen vom ATP Next Generation ATP Finals 2019 – der erste Turniergewinn in seinem Heimatland. Zum Abschluss konnte er mit Italien den Titel im Davis Cup verteidigen. Er beendete die Saison auf dem ersten Weltranglistenplatz, gewann acht Titel, bei einer Bilanz von 73 Siegen und sechs Niederlagen.

### 2025: Dopingsperre und zwei weitere Grand-Slam-Erfolge
Bei den Australian Open konnte Sinner nach einem 6:3, 7:6 (7:4), 6:3 gegen Alexander Zverev seinen Titel verteidigen, es war sein dritter Grand-Slam-Titel im dritten Finale.  Im Februar 2025 gab die Welt-Anti-Doping-Agentur (WADA) bekannt, sich mit Sinner auf eine dreimonatige Sperre geeinigt zu haben, nachdem diesem 2024 ein Dopingvergehen mit dem Steroid Clostebol nachgewiesen worden war. Bei seiner ersten Turnierteilnahme nach Ablauf der Sperre zog Sinner beim Rom Masters ins Endspiel ein. Dort unterlag er Carlos Alcaraz mit 6:7 (5:7), 1:6. Bei den French Open kam es im Finale zum erneuten Duell mit Alcaraz, das er nach einer 2:0-Satzführung in fünfeinhalb Stunden Spielzeit mit 6:4, 7:6, 4:6, 6:7, 6:7 verlor, nachdem Alcaraz zwischenzeitlich drei Matchbälle Sinners in Folge erfolgreich abwehren konnte. Es war seine erste Niederlage in einem Grand-Slam-Finale. Wenige Wochen später gewann er das Finale von Wimbledon gegen Alcaraz 4:6, 6:4, 6:4, 6:4. Der erste Wimbledon-Sieg war sein vierter Grand-Slam-Titel.

## Erfolge
| Legende (Anzahl der Siege)                |
| Grand Slam (4)                            |
| ATP Finals Next Generation ATP Finals (2) |
| ATP Tour Masters 1000 (4)                 |
| ATP Tour 500 (5)                          |
| ATP Tour 250 (7)                          |
| ATP Challenger Tour (3)                   |

| ATP-Titel nach Belag |
| Hartplatz (19)       |
| Sand (1)             |
| Rasen (2)            |

### Einzel

#### Turniersiege

##### ATP Tour
| Nr. | Datum             | Turnier             | Belag         | Finalgegner        | Ergebnis                |
| --- | ----------------- | ------------------- | ------------- | ------------------ | ----------------------- |
| 1.  | 14. November 2020 | Sofia (1)           | Hartplatz (i) | Vasek Pospisil     | 6:4, 3:6, 7:63          |
| 2.  | 7. Februar 2021   | Melbourne           | Hartplatz     | Stefano Travaglia  | 7:64, 6:4               |
| 3.  | 8. August 2021    | Washington, D.C.    | Hartplatz     | Mackenzie McDonald | 7:5, 4:6, 7:5           |
| 4.  | 3. Oktober 2021   | Sofia (2)           | Hartplatz (i) | Gaël Monfils       | 6:3, 6:4                |
| 5.  | 24. Oktober 2021  | Antwerpen           | Hartplatz (i) | Diego Schwartzman  | 6:2, 6:2                |
| 6.  | 31. Juli 2022     | Umag                | Sand          | Carlos Alcaraz     | 6:75, 6:1, 6:1          |
| 7.  | 12. Februar 2023  | Montpellier         | Hartplatz (i) | Maxime Cressy      | 7:63, 6:3               |
| 8.  | 13. August 2023   | Toronto             | Hartplatz     | Alex de Minaur     | 6:4, 6:1                |
| 9.  | 4. Oktober 2023   | Peking              | Hartplatz     | Daniil Medwedew    | 7:62, 7:62              |
| 10. | 29. Oktober 2023  | Wien                | Hartplatz (i) | Daniil Medwedew    | 7:67, 4:6, 6:3          |
| 11. | 28. Januar 2024   | Australian Open (1) | Hartplatz     | Daniil Medwedew    | 3:6, 3:6, 6:4, 6:4, 6:3 |
| 12. | 18. Februar 2024  | Rotterdam           | Hartplatz (i) | Alex de Minaur     | 7:5, 6:4                |
| 13. | 31. März 2024     | Miami               | Hartplatz     | Grigor Dimitrow    | 6:3, 6:1                |
| 14. | 23. Juni 2024     | Halle               | Rasen         | Hubert Hurkacz     | 7:68, 7:62              |
| 15. | 19. August 2024   | Cincinnati          | Hartplatz     | Frances Tiafoe     | 7:64, 6:2               |
| 16. | 8. September 2024 | US Open             | Hartplatz     | Taylor Fritz       | 6:3, 6:4, 7:5           |
| 17. | 13. Oktober 2024  | Shanghai            | Hartplatz     | Novak Đoković      | 7:64, 6:3               |
| 18. | 17. November 2024 | Turin               | Hartplatz (i) | Taylor Fritz       | 6:4, 6:4                |
| 19. | 26. Januar 2025   | Australian Open (2) | Hartplatz     | Alexander Zverev   | 6:3, 7:64, 6:3          |
| 20. | 13. Juli 2025     | Wimbledon           | Rasen         | Carlos Alcaraz     | 4:6, 6:4, 6:4, 6:4      |

##### Next Generation ATP Finals
| Nr. | Datum            | Turnier | Belag         | Finalgegner    | Ergebnis      |
| --- | ---------------- | ------- | ------------- | -------------- | ------------- |
| 1.  | 9. November 2019 | Mailand | Hartplatz (i) | Alex de Minaur | 4:2, 4:1, 4:2 |

##### ATP Challenger Tour
| Nr. | Datum             | Turnier              | Belag         | Finalgegner     | Ergebnis      |
| --- | ----------------- | -------------------- | ------------- | --------------- | ------------- |
| 1.  | 24. Februar 2019  | Bergamo              | Hartplatz (i) | Roberto Marcora | 6:3, 6:1      |
| 2.  | 4. August 2019    | Lexington            | Hartplatz     | Alex Bolt       | 6:4, 3:6, 6:4 |
| 3.  | 17. November 2019 | St. Ulrich in Gröden | Hartplatz (i) | Sebastian Ofner | 6:2, 6:4      |

#### Finalteilnahmen
| Nr. | Datum             | Turnier     | Belag         | Finalgegner     | Ergebnis                   |
| --- | ----------------- | ----------- | ------------- | --------------- | -------------------------- |
| 1.  | 4. April 2021     | Miami (1)   | Hartplatz     | Hubert Hurkacz  | 6:74, 4:6                  |
| 2.  | 19. Februar 2023  | Rotterdam   | Hartplatz (i) | Daniil Medwedew | 7:5, 2:6, 2:6              |
| 3.  | 2. April 2023     | Miami (2)   | Hartplatz     | Daniil Medwedew | 5:7, 3:6                   |
| 4.  | 19. November 2023 | Turin       | Hartplatz (i) | Novak Đoković   | 3:6, 3:6                   |
| 5.  | 2. Oktober 2024   | Peking      | Hartplatz     | Carlos Alcaraz  | 7:66, 4:6, 6:73            |
| 6.  | 18. Mai 2025      | Rom         | Sand          | Carlos Alcaraz  | 6:75, 1:6                  |
| 7.  | 8. Juni 2025      | French Open | Sand          | Carlos Alcaraz  | 6:4, 7:64, 4:6, 6:73, 6:72 |
| 8.  | 18. August 2025   | Cincinnati  | Hartplatz     | Carlos Alcaraz  | 0:5 Aufgabe                |

### Doppel

#### Turniersiege
| Nr. | Datum          | Turnier | Belag     | Partner       | Finalgegner                   | Ergebnis          |
| --- | -------------- | ------- | --------- | ------------- | ----------------------------- | ----------------- |
| 1.  | 1. August 2021 | Atlanta | Hartplatz | Reilly Opelka | Steve Johnson Jordan Thompson | 6:4, 6:76, [10:3] |

## Statistiken
Einzel
| Turnier                      | 2025  | 2024 | 2023  | 2022              | 2021              | 2020              | 2019              | 2018              | Gesamt |
| ---------------------------- | ----- | ---- | ----- | ----------------- | ----------------- | ----------------- | ----------------- | ----------------- | ------ |
| Australian Open              | S     | S    | AF    | VF                | 1R                | 2R                | –                 | –                 | S      |
| French Open                  | F     | HF   | 2R    | AF                | AF                | VF                | –                 | –                 | F      |
| Wimbledon                    | S     | VF   | HF    | VF                | 1R                | n. a.             | Q1                | –                 | S      |
| US Open                      |       | S    | AF    | VF                | AF                | 1R                | 1R                | –                 | S      |
| ATP Finals                   |       | S    | F     | –                 | RR                | –                 | –                 | –                 | S      |
| Indian Wells Masters         | –     | HF   | HF    | AF                | AF                | n. a.             | –                 | –                 | HF     |
| Miami Masters                | –     | S    | F     | VF                | F                 | n. a.             | –                 | –                 | S      |
| Monte Carlo Masters          | –     | HF   | HF    | VF                | 2R                | n. a.             | –                 | –                 | HF     |
| Madrid Masters               | –     | VF   | –     | AF                | –                 | n. a.             | –                 | –                 | VF     |
| Rom Masters                  | F     | –    | AF    | VF                | 2R                | AF                | 2R                | –                 | F      |
| Kanada Masters               |       | VF   | S     | AF                | 1R                | n. a.             | –                 | –                 | S      |
| Cincinnati Masters           |       | S    | 1R    | AF                | 2R                | Q1                | –                 | –                 | S      |
| Shanghai Masters             |       | S    | AF    | nicht ausgetragen | nicht ausgetragen | nicht ausgetragen | –                 | –                 | S      |
| Paris Masters                |       | –    | AF    | 1R                | 1R                | –                 | –                 | –                 | AF     |
| Olympische Spiele            | n. a. | –    | n. a. | n. a.             | –                 | nicht ausgetragen | nicht ausgetragen | nicht ausgetragen | 0      |
| Davis Cup                    |       | S    | S     | HF                | VF                | n. a.             | –                 | –                 | S      |
| Turnierteilnahmen4           | 5     | 15   | 21    | 17                | 25                | 12                | 10                | 0                 | 105    |
| Erreichte Finals             | 4     | 9    | 7     | 1                 | 5                 | 1                 | 0                 | 0                 | 27     |
| Gewonnene Einzel-Titel       | 2     | 8    | 4     | 1                 | 4                 | 1                 | 0                 | 0                 | 20     |
| Hartplatz-Siege/-Niederlagen | 7:0   | 53:3 | 48:9  | 28:10             | 39:14             | 12:8              | 8:5               | 0:0               | 195:49 |
| Sand-Siege/-Niederlagen      | 11:2  | 11:2 | 8:3   | 15:4              | 10:6              | 7:3               | 3:4               | 0:0               | 65:24  |
| Rasen-Siege/-Niederlagen     | 8:1   | 9:1  | 8:3   | 4:2               | 0:2               | 0:0               | 0:1               | 0:0               | 29:10  |
| Gesamt-Siege/-Niederlagen4   | 26:3  | 73:6 | 64:15 | 47:16             | 49:22             | 19:11             | 11:10             | 0:0               | 289:83 |
| Jahresendposition            |       | 1    | 4     | 15                | 10                | 37                | 78                | 551               | N/A    |

Zeichenerklärung: S = Turniersieg; F, HF, VF, AF = Einzug ins Finale / Halbfinale / Viertelfinale / Achtelfinale; 1R, 2R, 3R = Ausscheiden in der 1. / 2. / 3. Hauptrunde; RR = Round Robin (Gruppenphase);
PO = Playoff (Auf- und Abstiegsrunde in der Davis-Cup-Weltgruppe); n. a. = Turnier wurde in dem Jahr nicht ausgetragen
1 Das Turnier von Hamburg ist seit 2009 nicht mehr Teil der Masters-Serie.

2 Das Turnier von Stockholm fand nur von 1990 bis 1995 als Masters-Turnier statt.

3 Das Turnier von Stuttgart fand 1995 einmal in Essen statt und war davor nicht Teil der Masters-Serie.

4 Hier gelten nur – wie auch bei Finalteilnahmen und gewonnenen Titeln – Turniere der ATP Tour sowie die vier Grand-Slam-Turniere und die ATP Finals; d. h. keine Challenger- und Future-Turniere oder Mannschaftswettbewerbe (Davis Cup oder World Team Cup).
4 Letztere zählen jedoch in den Sieg/Niederlagen-Statistiken rein. Kurzfristige Rücktritte vom Match zählen weder zu den Turnierteilnahmen (wenn in der ersten Runde) noch zur Siegesbilanz.

Stand: 14. Juli 2025

## Sonstiges
Er spricht Deutsch, Italienisch und Englisch.
Das Magazin Time setzte ihn 2024 auf die Liste der TIME100 Next 2024-Personen.
Im April 2025 gründete Sinner die Jannik Sinner Foundation, die sich der sportlichen Förderung von Kindern und Jugendlichen widmet.

## Auszeichnungen
- Gazzetta Sports Award – „Darbietung des Jahres“: 2019
- Gazzetta Sports Award – „Leistung des Jahres“: 2020
- Gazzetta Sports Award – „Sportler des Jahres“: 2024